# Кветт Кетуміле Масіре
Сер Кветт Кетуміле Джоні Масіре (англ. Quett Ketumile Joni Masire; 23 липня 1925 — 22 червня 2017) — другий президент Ботсвани з 13 липня 1980 до 31 березня 1998 року.

## Біографія
Працював шкільним учителем. 1962 став одним із засновників Демократичної партії Ботсвани, після проголошення незалежності країни 1966 року став її першим віцепрезидентом. Після того, як президент країни Серетсе Кхама помер 13 липня 1980 року, Масіре узяв на себе його обов'язки та був офіційно обраний президентом 18 липня. Його наступником на посту віцепрезидента став Леньєлетсе Серетсе. В цілому продовжував політику попередника. 1991 року отримав лицарське звання, нагороджений орденом святих Михайла і Георгія. 1998 року вийшов у дострокову відставку, після чого новим президентом став віцепрезидент країни Фестус Могає. З тих пір займався миротворчою діяльністю в Демократичній Республіці Конго, а з червня 2007 — в Лесото.